# Melek Mazici
Melek Mazici, född 25 november 1956 i Istanbul, är en turkisk-finländsk grafiker. 
Mazici studerade 1975–1981 vid konstakademin i Istanbul, 1985–1989 vid Bildkonstakademin i Helsingfors och 1989–1990 vid Kungliga Konsthögskolan i Stockholm samt ställde ut första gången 1982. Hon har blivit känd för sin grafik som baserar sig på en blandteknik (polymergravyrer) mellan foto och metallgrafik. Natur- och blomstermotiv, ofta kombinerade till par, samt detaljer av dem har varit hennes huvudsakliga motiv under 2000-talets första år. Till sin karaktär har de varit estetiska, kvinnliga och erotiska. Inspiration till sina landskapsmotiv, som också baserar sig på fotografiska förlagor, har hon fått från Island. Hon har också sedan slutet av 1990-talet utfört tredimensionella föremål och installationer av bland annat pappersmassa i förening med måleri och grafik. Hon har undervisat vid Åbo ritskola, Bildkonstakademin, konstskolan i Imatra och Lahtis konstinstitut. Hon har deltagit i europeiska grupputställningar i bland annat USA 2003 och i en finländsk utställning i Kyoto samma år.